# مكافحة التآكل

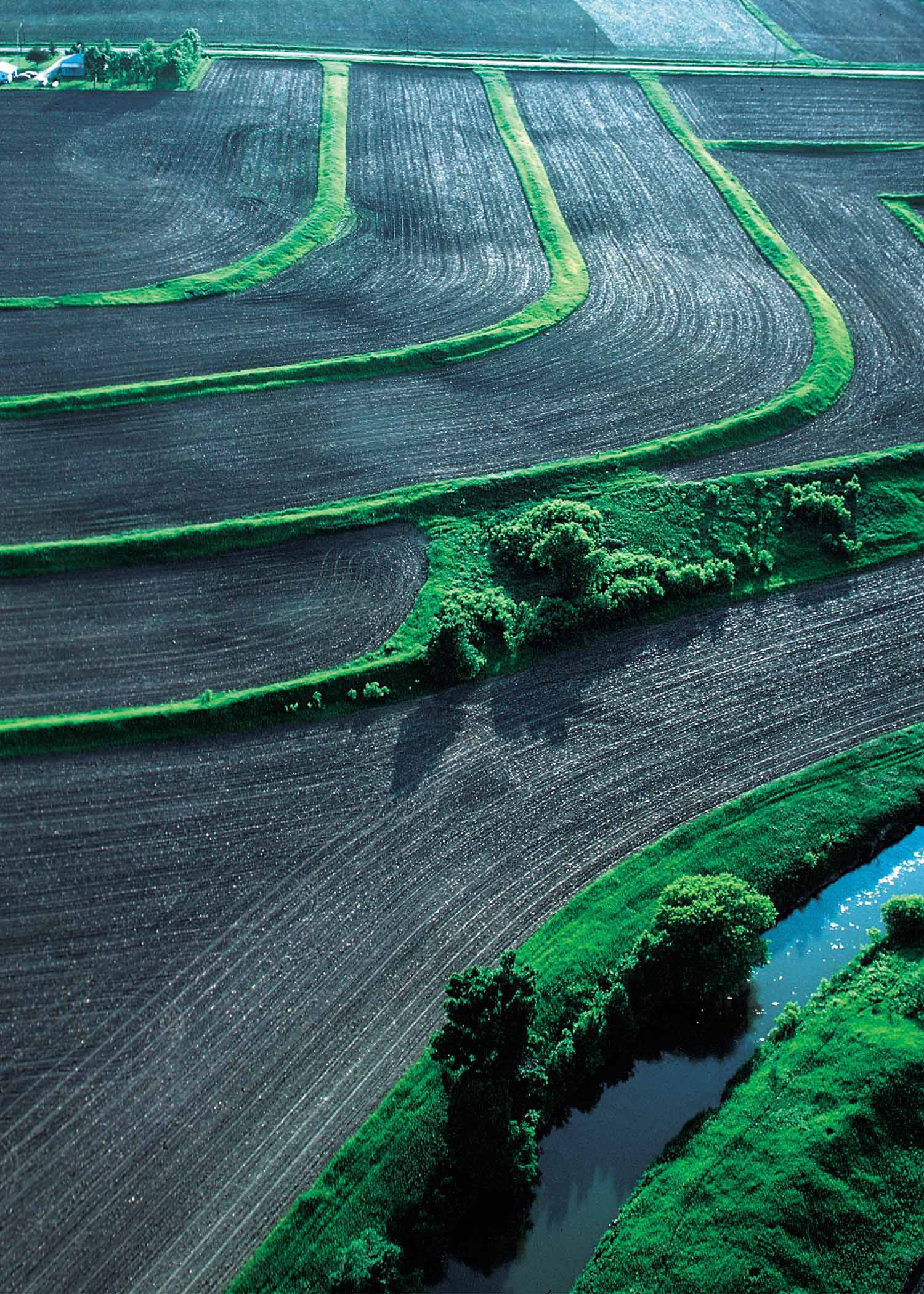

مكافحة التآكل أو مكافحة التعرية أو مكافحة الانجراف (بالإنجليزية: Erosion control)، هي ممارسة لمنع أو السيطرة على تآكل الرياح أو الماء في الزراعة وتطوير الأراضي والمناطق الساحلية وضفاف الأنهار والبناء. تتعامل أدوات التحكم الفعالة في التعرية مع الجريان السطحي وهي تقنيات مهمة في منع تلوث المياه وفقدان التربة وفقدان موائل الحياة البرية وفقدان الممتلكات البشرية.

## استعمال
تُستخدم أدوات التحكم في التآكل في المناطق الطبيعية أو البيئات الزراعية أو البيئات الحضرية. في المناطق الحضرية، تعد أدوات التحكم في التعرية جزءً من برامج إدارة جريان مياه الأمطار التي تتطلبها الحكومات المحلية. غالبًا ما تتضمن أدوات التحكم إنشاء حاجز مادي، مثل الغطاء النباتي أو الصخور، لامتصاص بعض طاقة الرياح أو الماء التي تسبب التآكل. وهي تنطوي أيضا على بناء وصيانة المصارف العواصف. غالبًا ما يتم تنفيذها في مواقع البناء جنبًا إلى جنب مع عناصر التحكم في الرواسب مثل أحواض الرواسب وأسوار الطمي.

## النمذجة الرياضية
منذ العشرينيات والثلاثينيات من القرن العشرين ابتكر العلماء نماذج رياضية لفهم آليات تآكل التربة وما ينتج عنها من جريان سطح الرواسب، بما في ذلك ورقة مبكرة قام بها ألبرت أينشتاين بتطبيق قانون باير. لقد عالجت هذه النماذج كلاً من تآكل الأخدود والصفائح. كانت النماذج الأولى عبارة عن مجموعة بسيطة من المعادلات المرتبطة التي يمكن استخدامها عن طريق الحساب اليدوي. بحلول سبعينيات القرن العشرين، توسعت النماذج لتشمل نماذج كمبيوتر معقدة تتعامل مع التلوث الناجم عن مصادر غير محددة بآلاف الأسطر من كود الكمبيوتر. كانت النماذج الأكثر تعقيدًا قادرة على معالجة الفروق الدقيقة في الأرصاد الجوية الدقيقة وتوزيعات حجم جزيئات التربة والاختلاف في التضاريس الدقيقة.

## روابط خارجية
- «إنقاذ أرض المزرعة الهاربة» ، نوفمبر 1930 ، الميكانيكا الشعبية واحدة من المقالات الأولى حول مشكلة مكافحة تآكل التربة
- مجلس تكنولوجيا التحكم في التآكل - منظمة تجارية مهمتها تثقيف وتوحيد صناعة التحكم في التآكل
- الرابطة الدولية لمكافحة التآكل - الرابطة المهنية ، المنشورات ، التدريب
- WatchYourDirt.com - التحكم في التعرية فيديو الموارد
- الهندسة الحيوية للتربة واستقرار منحدرات البيوتقنية - قسم التحكم في التآكل في موقع إلكتروني على استعادة الموائل المشاطئة